# Влох Ірина Йосипівна
Влох Ірина Йосипівна (*1 серпня 1941 — 11 серпня 2011) — український учений-психіатр. Доктор медичних наук, професор. Академік-засновник АН ВШ України (1992).

## Біографія
Народилася у Львові. Після закінчення Львівського медінституту (1964) понад 12 років працювала лікарем-психіатром у Львівській обласній клінічній лікарні. Лікар-психіатр вищої категорії. Від 1967 р. — у Львівському національному медичному університеті ім. Данила Галицького на посадах асистента, доцента, завідувача курсу психіатрії, а від 1991 р. — завідувач кафедри психіатрії, психології і сексології, а також керівник центру біологічної психіатрії (2007). Кандидат (1974), доктор (1992) медичних наук, професор (1993).

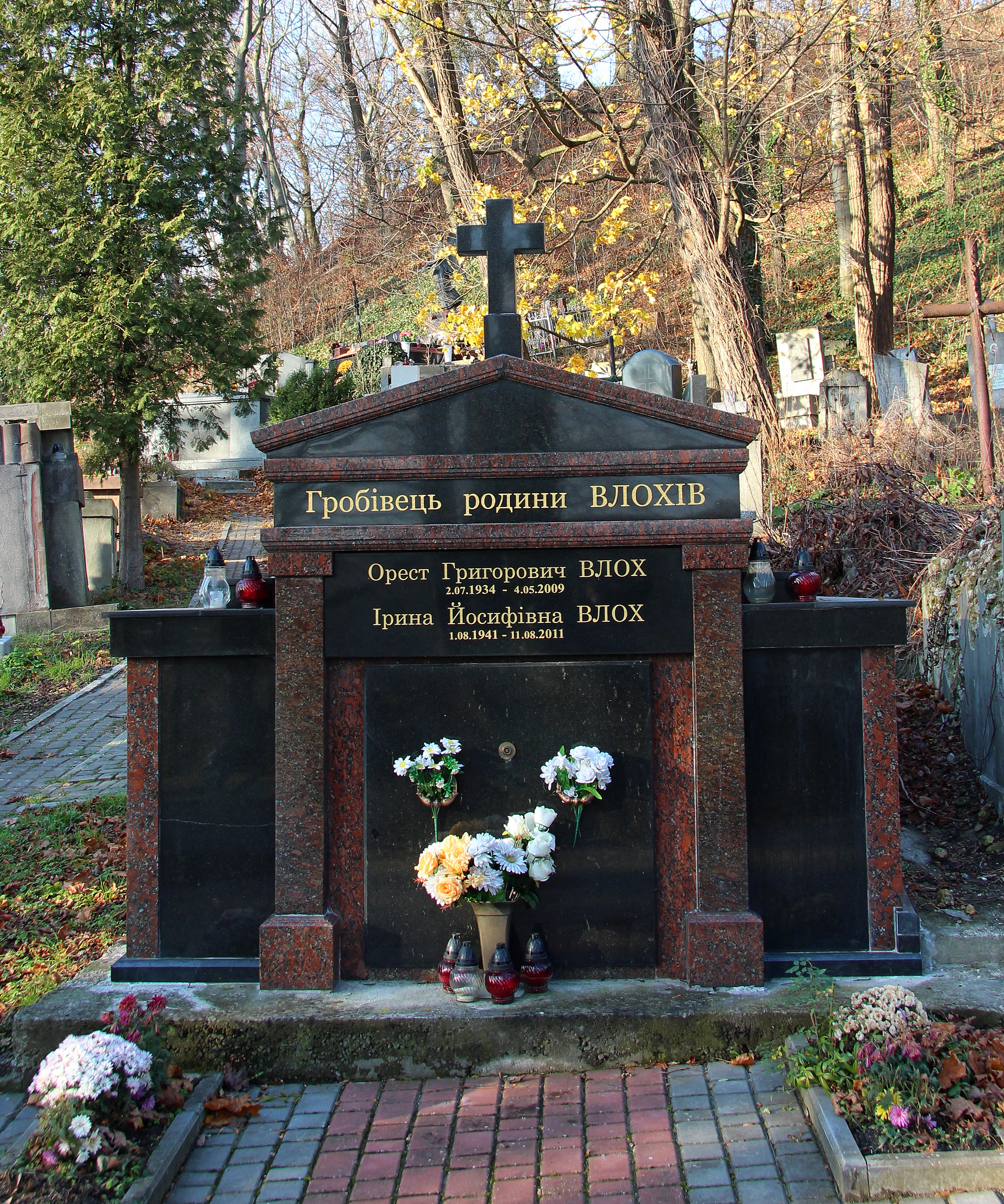

Померла у Львові, похована у родинному гробівці на 36 полі Личаківського цвинтаря.

## Наукова діяльність
Основні наукові інтереси: дослідження іонтранспортувальних функцій мембран еритроцитів та гепатоцитів у хворих на психози, неврози та деменції, вивчення спадкових закономірностей розвитку психічних захворювань (шизофренія, алкоголізм) біохімічними та біооптичними методами; впровадження психотерапевтичної допомоги та психосоціальної реабілітації в Україні (заснувала при лікарні клуб пацієнтів), вивчення нових психіатричних препаратів і впровадження їх у психіатричну практику, проблеми терапевтичної резистентності при ендогенних психозах та депресії.
Автор (співавтор) понад 250 наукових праць, опублікованих у вітчизняних та зарубіжних виданнях, 5 монографій («Психологічні аспекти стигматизації та реабілітації»; «Психологія здоров'я. Теорія та практика»; «Невідкладні стани»; «Основи діагностики, профілактики та лікування ендокринних розладів»; «Тренінг суспільних навичок у реабілітації пацієнтів із психічними розладами»), першого підручника з психіатрії, виданого українською мовою, 12 навчальних посібників (з них один — англомовний), 7 авторських свідоцтв на винаходи і 3 патентів.
Підготувала 3 докторів і 9 кандидатів наук.
Член редколегій міжнародних наукових журналів «Journal of Mental Health», «Denub Psychiatry» та журналів «Український вісник психоневрології», «Архів психіатрії», «Експериментальна та клінічна фізіологія і біохімія», «Актуальні проблеми медицини, біології, ветеринарії і сільського господарства». Є членом Дунайської, Європейської, Всесвітньої асоціацій психіатрів, Міжнародної асоціації психологів, Світової федерації з біологічної психіатрії, копрезидентом Німецько-польсько-українсько-єврейського товариства з психічного здоров'я, президентом Всеукраїнської асоціації з психосоціальної реабілітації.
Заслужений діяч науки і техніки України (2006). Лауреат Нагороди Ярослава Мудрого АН ВШ України (1997). Голова Західного медичного регіонального відділення.